# Pachyneuridae
Pachyneuridae Handlirsch, 1908, è una piccola famiglia di insetti dell'ordine dei Ditteri (Nematocera: Bibionomorpha) comprendente solo cinque specie. È l'unica famiglia compresa nella superfamiglia Pachyneuroidea Rohdendorf, 1946. Alcuni caratteri strutturali della base dell'ala fanno ritenere che si tratti di un gruppo relitto di ditteri presenti sulla Terra dal Permiano.

## Descrizione
Gli adulti hanno il corpo simile a quello di una zanzara, esile e delicato, con lunghe ali e lunghe zampe. Il capo è libero, piccolo rispetto al resto del corpo, provvisto di tre ocelli e di due occhi di forma emisferica. Le antenne sono composte da 17-17 articoli e sono in genere più brevi del torace. Il torace è corto e convesso, privo di sutura trasversa e provvisto di lunghe setole dorsocentrali.
Le ali sono ben sviluppate. La ramificazione della radio differenzia il genere Pachyneura dagli altri tre generi, Cramptomyia, Haruka e Pesgratospes: in Pachyneura termina con quattro ramificazioni (R1, R2, R3 e R4+5) ed è priva di vene trasverse radiali, negli altri generi termina invece in tre rami terminali (R1, R2+3 e R4+5) con una vena trasversa radiale che connette R2+3 a R4+5. La vena trasversa r-m, inoltre, parte dal settore radiale (Rs) in corrispondenza della sua biforcazione in R2+3 e R4+5, facendo apparire una croce nel sistema di venature.
Le larve vivono nel legno marcescente.

Nervature alari in Pachyneura. Pt: pterostigma; C: costa; Sc: subcosta; R: radio; R_{s}: settore radiale; M: media; Cu: cubito; A: anale; h: omerale; r-m: radio-mediale; m-cu: medio-cubitale.

## Sistematica
L'inquadramento sistematico di questi ditteri è stato oggetto di varie revisioni. ROHDENDORF et al. (1974) includeva le cinque specie relitte della famiglia Pachyneuridae nella superfamiglia Pachyneuridea, inquadrandola nell'infraordine Tipulomorpha. Nettamente diversa era l'interpretazione di STEYSKAL (1974),  includeva la superfamiglia Pachyneuroidea nell'infraordine Bibionomorpha. I Pachyneuroidea sensu Steyskal, tuttavia, comprendevano anche le famiglie Perissommatidae e Axymyiidae, che attualmente hanno invece differenti collocazioni. WOOD & BORKENT (1989) spostarono le famiglie Axymyiidae e Perissomatidae in differenti infraordini (rispettivamente Axymyiomorpha e Psychodomorpha), lasciando perciò la superfamiglia Pachyneuroidea, con i soli Pachyneuridae, nell'infraordine Bibionomorpha.
La collocazione dei Pachyneuroidea nell'ambito dei Bibionomorpha è oggi largamente condivisa, mentre sussistono ancora due differenti orientamenti in merito alla suddivisione della superfamiglia.
L'orientamento meno ricorrente è quello di suddividere la superfamiglia in due famiglie:
- Pachyneuridae sensu stricto, comprendente l'unico genere Pachyneura (due specie).
- Cramptonomyiidae, comprendente tre generi monospecifici: Cramptonomyia, Haruka e Pergratospes.

L'orientamento più diffuso fa capo alla suddivisione di WOOD & BORKENT (1989), che include la famiglia Cramptonomyiidae in Pachyneuridae. Diverse fonti distinguono all'interno dei Pachyneuridae i generi Cramptonomyia, Haruka e Pergratospes in un raggruppamento al rango di sottofamiglia, con il nome Cramptonomyiinae Wood, 1981; va però specificato non è contemplata una suddivisione dicotomica che vedrebbe il genere Pachyneura incluso nella sottofamiglia Pachyneurinae: il taxon Pachyneurinae è infatti citato in letteratura solo nelle vecchie pubblicazioni, mentre non compare nelle pubblicazioni più recenti e nelle banche dati tassonomiche.
Adottando la classificazione di WOOD & BORKENT (1989), la famiglia risulta perciò composta da cinque specie esistenti, ripartite in quattro generi:
- Genere Pachyneura, comprendente due specie paleartiche:
  - Pachyneura fasciata Zetterstedt, 1838. Ha diffusione prevalentemente paleartica orientale, con un areale che si estende dal Nord Europa fino al Giappone e a Taiwan. In Europa è accertata la sua presenza in Lapponia e Carelia. Alcune fonti ne segnalano anche la dubbia presenza nell'Italia settentrionale, tuttavia non confermata da prove evidenti[6][7].
  - Pachyneura oculata Krivosheina & Mamaev, 1972. Segnalato nell'estremo oriente russo (Siberia).
- Genere Cramptonomyia, comprendente una specie neartica:
  - Cramptonomyia spenceri Alexander, 1931. Presente nella foresta temperata pluviale delle regioni costiere occidentali del Nordamerica (Oregon, Washington e Columbia Britannica).
- Genere Haruka, comprendente una specie paleartica:
  - Haruka elegans Okada, 1938. La sua presenza è segnalata solo in alcune isole dell'Arcipelago giapponese (Honshū, Shikoku e Kyūshū).
- Genere Pergratospes, comprendente una specie paleartica:
  - Pergratospes oloptica Krivosheina & Mamaev, 1970. Segnalato nell'estremo oriente russo (Siberia).